# پومیلیا
پومیلیا (نام علمی: Pumila) نام یک سرده از تیره ایگوآنایان است.